# Protoaricia
Protoaricia is een geslacht van borstelwormen uit de familie van de Orbiniidae.

## Soorten
- Protoaricia capsulifera (Bobretzky, 1870)
- Protoaricia oerstedii (Claparède, 1864)
- Protoaricia pigmentata Solis-Weiss & Fauchald, 1989

### Synoniemen
- Protoaricia oerstedi => Protoaricia oerstedii (Claparède, 1864)